# تشوز ليجن
كايوس ليجن (بالإنكليزية: Chaos Legion) (اليابانية: カ オ ス レ ギ オ ン) هي ثالث لعبة فيديو تقطيع وذبح بعد سلستي ديڤل ماي كراي (Devil May Cry) و سلسلة اونيموشا (Onimusha) واللعبة من تطوير كابكوم وتستند هذه اللعبة على رواية Tow Ubukata.
على عكس ديڤل ماي كراي و اونيموشا على حد سواء لم تحقق اللعبة النجاح المطلوب لشركة كابكوم ما جعلها تتوقف عن دعم اللعبة سواء كان بجزء جديد او بنسخة معاد صنعها المسمى بالريميك (Remake)